# 黄君度
黄君度（1937年—1995年），男，壮族，广西武鸣人，中国雕塑家，曾任中国美术家协会理事。